# حوت هندي
حوت هندي (الاسم العلمي: †Indocetus) هو جنس من الثدييات المنقرضة يتبع فصيلة الحيتان الأولية من رتبة مزدوجات الأصابع.